# Gnathochorisis novaeangliae
Gnathochorisis novaeangliae är en stekelart som beskrevs av Dasch 1992. Gnathochorisis novaeangliae ingår i släktet Gnathochorisis och familjen brokparasitsteklar. Inga underarter finns listade i Catalogue of Life.